# Helen (thần thoại)

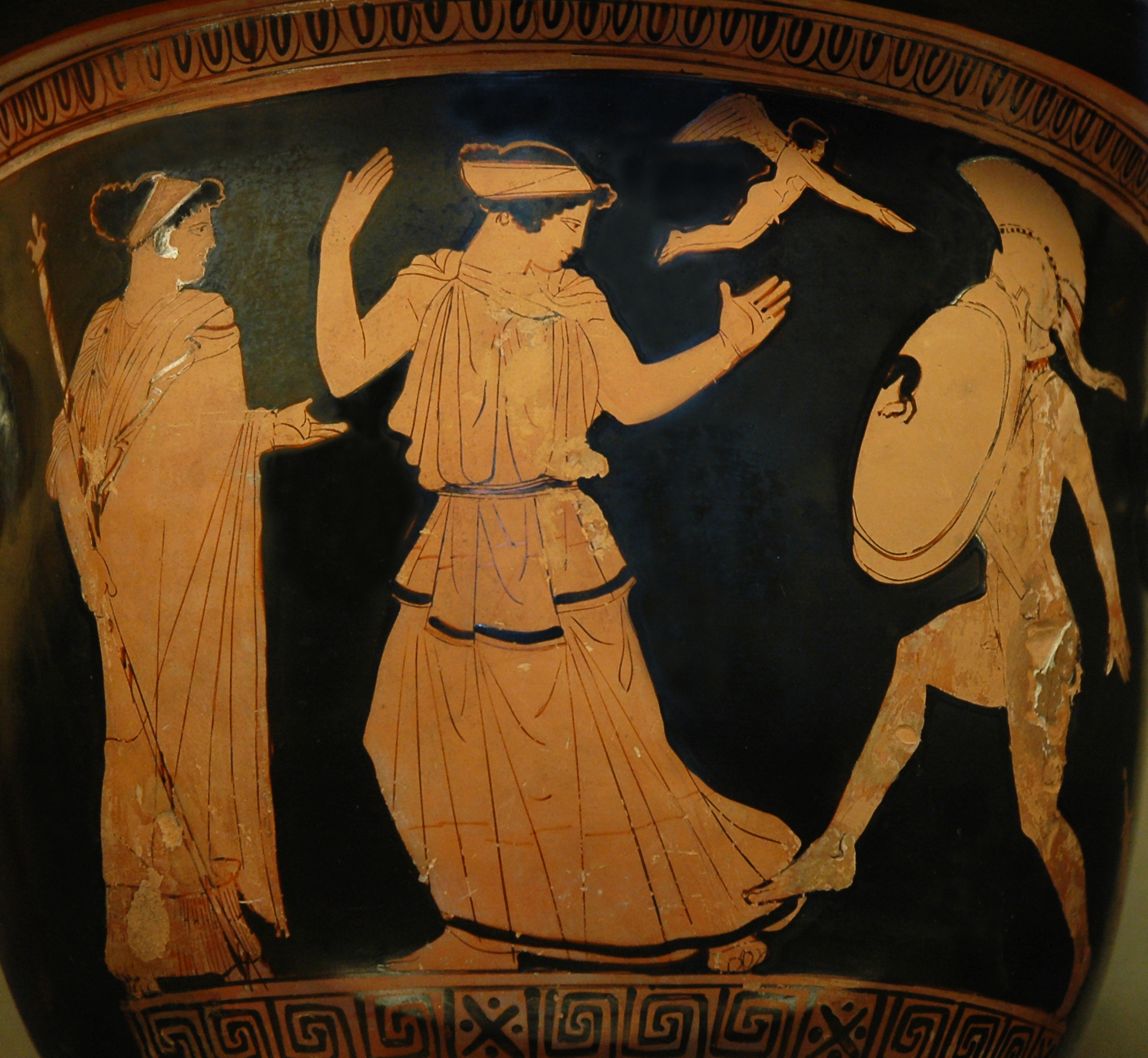
Helen và Menelaus: Menelaus định chém vào ngực Helen nhưng bị bất ngờ bởi vẻ đẹp của Helen nên đã rơi kiếm. Eros (đang bay) và Aphrodite (bên trái) đang chứng kiến cảnh tượng. Chi tiết trên một chiếc bình đỏ Attic, c. 450–440 TCN, Bảo tàng Louvre, Paris

Trong thần thoại Hy Lạp, Helen (tiếng Hy Lạp: Ἑλένη – Helénē), còn được biết đến là Helen thành Troia, hay Helen xứ Sparta là con gái của thần Zeus và Leda, chị em của Pollux - con thần Zeus -  Castor và Clytemnestra - con vua Tyndareus. Trong thần thoại Hy Lạp, cô được xem là người phụ nữ xinh đẹp nhất thế giới với mái tóc vàng óng như ánh mặt trời, đôi má ửng đỏ, đôi môi nồng nàn màu mận chín, làn da trắng sứ tỏa ánh sáng lung linh mờ ảo và một giọng nói đầy mê hoặc. Danh tiếng của cô lớn đến nỗi không một người đàn ông trần tục hay vị thần nào mà không biết đến và muốn có được cô. Cô là vương hậu Laconia, một địa phận trong Hy Lạp, với tư cách là vợ của Menelaus. Cô đã từng Theseus - một người anh hùng nổi tiếng Hy Lạp bắt cóc. Eros đã bắn một mũi tên vào ngực cô, khiến cô yêu Paris và theo anh về thành Troy. Việc cô bị Paris bắt cóc đã dẫn đến chiến tranh thành Troy kéo dài hơn mười năm. Sau cuộc chiến, cô được Melenaus đưa về Sparta.

## Xuất xứ tên gọi
Nguồn gốc cái tên Helen vẫn là một vấn đề gây tranh cãi giữa các sử gia. Georg Curtius đã liên hệ Helen (Ἑλένη) với Mặt trăng (Selene; Σελήνη). Còn Émile Boisacq nhận định cái tên Helen có nguồn gốc từ ἑλένη nghĩa là cái đuốc. Một số nhận định rằng từ λ trong Ἑλένη có liên hệ tới nguồn gốc của chữ Venus. Linda Lee Clader cho rằng tất cả những kiến giải trên đều không thỏa mãn.

## Điện ảnh
- Phim 1927 The Private Life of Helen of Troy: María Corda
- Phim âm nhạc 1951 Sköna Helena: Eva Dahlbeck
- Phim 1956 Helen of Troy Rossana Podestà
- Phim truyền hình Helen of Troy Sienna Guillory
- Phim 2004 Troy: Diane Kruger